# Rombolópuska
A rombolópuska nagy kaliberű, nagy csőhosszal rendelkező mesterlövészfegyver. Páncélozott járművek motorjának működésképtelenné tételére, fedezékek megsemmisítésére használják.

## Története
Feltételezhető, hogy már az újkorban alkalmaztak olyan állványra helyezett lőfegyvereket, melyeket szándékosan a fedezékek szétzúzására használtak. Ezek nagy űrméretű, feketelőporral működő fegyverek voltak, inkább kisebb ágyúk, mint kézi lőfegyverek.
A modern rombolópuskák ősének tekinthető a németek által 1918-ban kifejlesztett Mauser-Tankgewehr páncéltörő puska. A fegyvert a brit tankok megállítására használták az első világháború utolsó évében. A páncéltörő puskák a két háború közötti években nagy fejlődésnek indultak, azonban 1939-re elavulttá váltak a harckocsik páncélzatának megvastagodása miatt. Az utolsó nagyobb számban hadrendbe állított tankelhárító puska a szovjet PTRD–41 volt, ami akkor állt rendszerbe, amikor más hadseregek leselejtezték páncéltörő puskáikat. A PTRD–41-et inkább könnyen páncélozott járművek és bunkerek leküzdésére használták, ahelyett, hogy harckocsikra lőttek volna vele.
Az első modern értelemben vett rombolópuska talán az amerikai RAI Model 500 puska volt, melyet 1983-ban állítottak hadrendbe. Ezután rohamosan nőtt az igény a nagy kaliberű mesterlövész-fegyverek iránt az Egyesült Államokban és Európában is.

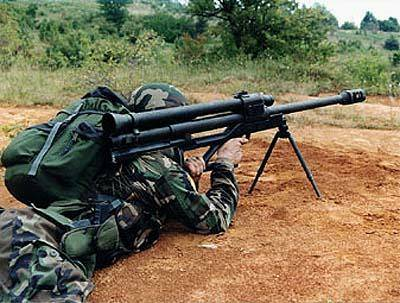
RT–20 horvát rombolópuska

Világszínvonalú teljesítményt nyújtanak a magyar Gepárd-fegyvercsalád rombolópuskái, melyekre sok ország hadereje érdeklődését mutatott.

## Jellemzői
A rombolópuska angol megfelelője anti-materiel rifle, tükörfordításban anyagi célpontok ellen használt puska. Ez is mutatja, hogy nem élőcélok ellen használjak őket.
A rombolópuskák egy nagy kaliberű (általában 12,7 vagy 14,5 mm átmérőjű) lövedéket óriási energiával lőnek ki nagy távolságokra. Ezt úgy érik el, hogy a csövet nagyon hosszúra tervezik, így a lövedék hatalmas energiával hagyja el a fegyvercsövet. Ebből adódóan páncélozott járművek motorjának működésképtelenné tételére, fedezékek és kisebb bunkerek szétzúzására használják. 
Használható még egyszerű rombolásra is, olyan létesítményekben, melyekben egy kisebb kaliberű fegyver nem tudna kárt tenni. Ilyenek például tégla- és betonfalak, híradóeszközök és további értékes hadianyagok.
Egy átlagos rombolópuska 1000-1500 méter távolságból is szét tud roncsolni egy motorblokkot vagy át tud ütni egy betonfalat, a Gepárd M6 Hiúz magyar rombolópuska például 25 cm vasbeton átütésére képes.

## Kedvelt lőszerek
- A szovjet/orosz 12,7x108 mm-es lőszer
- A szovjet/orosz 14,5x114 mm-es lőszer
- A 12,7x99 mm-es NATO-lőszer